# Julia Slingo
Julia Mary Slingo (Kenilworth, Reino Unido, 13 de diciembre de 1950) es una meteoróloga británica, especializada en la ciencia del clima y la física de la atmósfera. Ha sido la directora científica en la Met Office, el Servicio Meteorológico Nacional del Reino Unido desde 2009. Es también profesora en el Departamento de Meteorología en la Universidad de Reading, directora de investigación en el Natural Environment Research Council (NERC) y fundó el Walker Institute for Climate System Research.

## Biografía
Julia Mary Walker nació el 13 de diciembre de 1950 en Kenilworth, Warwickshire. Estudió en el King's High School for Girls en Warwick y física y matemáticas en la Universidad de Bristol. Bachelor of Science (BSc) en 1973, doctora en 1989 y Philosophiæ doctor en 2010 en la misma universidad.

## Trayectoria profesional
Después de licenciarse, se unió al Servicio Meteorológico Nacional del Reino Unido, Met Office,al departamento de dinámica de la meteorología. Su investigación se centró en las nubes y sus interacciones con el resto de la atmósfera; en este servicio fue pionera en nuevas formas de representar las nubes en el pronóstico del tiempo y los modelos climáticos.
En 1985 dejó el Met Office y, después de un año en el European Centre for Medium-Range Weather Previsiones  (ECMWF) en la Universidad de Reading, Reino Unido, Julia Slingo se trasladó en el año 1986 al Centro Nacional para la Investigación Atmosférica (NCAR) en los Estados Unidos. En 1989 fue galardonada con un doctorado en física atmosférica de la Universidad de Brístol con una tesis completada a través de una serie de publicaciones.
En 1990, Slingo regresó al Reino Unido para unirse al Departamento de Meteorología en la Universidad de Reading, donde  fundó un grupo para investigar la meteorología tropical. Se interesó especialmente en los monzones de India y China, trabajando estrechamente con científicos de los dos países.
Llevó a cabo avances innovadores en la descripción y modelización del tiempo y el clima, desarrollando y empleando complejos modelos meteorológicos y climáticos, proporcionando nuevas perspectivas del funcionamiento del sistema atmosférico y climático, con avances significativos en las técnicas de predicción y en los servicios climáticos. Ha investigado también los impactos de los cambios en los recursos hídricos y la producción de cosechas, y la necesidad de representar mejor el ciclo hidrológico en los modelos climáticos.
Durante su estancia en la Universidad de Reading se convirtió en la primera mujer profesora de Meteorología en el Reino Unido. En 2006, fundó en Reading el Instituto Walker para la Investigación del Sistema Climático, cuyo objetivo es abordar los problemas multidisciplinares del cambio climático y su impacto.
Como científica jefe en la Met Office, Slingo es la responsable de dirigir y gestionar la investigación y el desarrollo de este servicio, asegurándose de que la organización se adhiere a los estándares científicos y técnicos. Sus investigaciones ha sido financiada por el Natural Environment Research Council (NERC).
Se casó con Anthony Slingo en 1978, un científico medioambiental que murió en 2008. Tuvieron dos hijas, Mary y Anna. Vive en Sidmouth en Devon.

## Premios y reconocimientos
Slingo recibió la Excelentísima Orden del Imperio Británico (Oficial de la Orden del Imperio Británico, OBE) en 2008 por sus servicios al medioambiente y a la ciencia de clima así como el rango de Dama comendadora de la Orden del Imperio Británico (DBE) en 2014.
Recibió también el premio Buchan de la Real Sociedad Meteorológica en 1998. Tiene el doctorado en ciencias por la Universidad de Bristol desde 2010, y el de la Universidad de Reading desde 2011.
En 2014, Slingo fue nombrada una de los 100 científicos principales en ejercicio en Reino Unido por Science Council. Fue elegida miembro de la Real Sociedad de Londres para el Avance de la Ciencia Natural (Royal Society) en 2015. El mismo año recibió Premio de la OMI  de la Organización Meteorológica Mundial.
Slingo es la primera mujer profesora de Meteorología en el Reino Unido. En 2008, se convirtió en la primera presidenta de la Royal Meteorological Society.